# Сухолжино (Весьегонский район)
Сухолжино — деревня в Весьегонском муниципальном округе Тверской области.

## География
Деревня находится в северо-восточной части Тверской области на расстоянии приблизительно 23 км на запад-северо-запад по прямой от районного центра города Весьегонск.

## История
Была известна с 1628 года как «пустошь, что была деревня», принадлежала двум владельцам: Василию Григорьевичу Рыкунову и Ивану Григорьевичу Трусову. В 1859 году отмечено было здесь 9 дворов. До 2019 года входила в состав Ёгонского сельского поселения до упразднения последнего.

## Население
Численность населения: 49 человек (1859 год), 9 (русские 100 %) в 2002 году, 1 в 2010.